# دبیرکل حزب کارگران کره
دبیرکل حزب کارگران کره (به کره‌ای: 조선 로동당 총비서) رهبر حزب کارگران کره (WPK)، حزب حاکم در کره شمالی و به‌نوعی رهبر عالی کره شمالی است. مقررات این حزب، تصریح می‌کند که دبیرکل توسط کنگرهٔ حزب انتخاب می‌شود. رهبر حزب نیز می‌تواند توسط کنگرهٔ حزب و توسط کمیته مرکزی، برکنار یا منصوب شود.

## پیشینه

### رهبران
| #      | نام          | هانگول | زادروز | مرگ  | تاریخ انتصاب به رهبری | تاریخ اتمام رهبری | مدت زمان        |
| ------ | ------------ | ------ | ------ | ---- | --------------------- | ----------------- | --------------- |
| ۱      | کیم ایل سونگ | 김일성 | ۱۹۱۲   | ۱۹۹۴ | ۲۴ ژوئن ۱۹۴۹          | ۸ ژوئیه ۱۹۹۴      | ۴۵ سال، ۱۴ روز  |
| —      | خالی         | —      | —      | —    | ۸ ژوئیه ۱۹۹۴          | 8 اکتبر ۱۹۹۷      | ۳ سال، ۹۲ روز   |
| ۲      | کیم جونگ ایل | 김정일 | ۱۹۴۱   | ۲۰۱۱ | ۸ اکتبر ۱۹۹۷          | ۱۷ دسامبر ۲۰۱۱    | ۱۴ سال، ۷۰ روز  |
| —      | خالی         | —      | —      | —    | ۱۷ دسامبر ۲۰۱۱        | ۱۱ آوریل ۲۰۱۲     | ۱۱۶ روز         |
| ۳      | کیم جونگ اون | 김정은 | ۱۹۸۳   | —    | ۱۱ آوریل ۲۰۱۲         | فعلی              | ۱۲ سال، ۳۳۶ روز |
| منابع: |              |        |        |      |                       |                   |                 |

### ادوار
| کنگره         | عنوان             | شروع دوره       | پایان دوره      | مدت زمان رهبری  | رهبر         |
| ------------- | ----------------- | --------------- | --------------- | --------------- | ------------ |
| کنگره اول     | کمیته مرکزی اول   | ۳۰ اوت ۱۹۴۶     | ۳۰ مارس ۱۹۴۸    | ۱ سال، ۲۱۳ روز  | کیم تو بونگ  |
| کنگره دوم     | کمیته مرکزی دوم   | ۳۰ مارس ۱۹۴۸    | ۲۹ آوریل ۱۹۵۶   | ۸ سال، ۳۰ روز   | کیم تو بونگ  |
| کنگره دوم     | کمیته مرکزی دوم   | ۳۰ مارس ۱۹۴۸    | ۲۹ آوریل ۱۹۵۶   | ۸ سال، ۳۰ روز   | کیم ایل سونگ |
| سومین کنگره   | کمیته مرکزی سوم   | ۲۹ آوریل ۱۹۵۶   | ۱۸ سپتامبر ۱۹۶۱ | ۵ سال، ۱۴۲ روز  | کیم ایل سونگ |
| چهارمین کنگره | کمیته مرکزی چهارم | ۱۸ سپتامبر ۱۹۶۱ | ۱۳ نوامبر ۱۹۷۰  | ۹ سال، ۵۶ روز   | کیم ایل سونگ |
| پنجمین کنگره  | کمیته مرکزی پنجم  | ۱۳ نوامبر ۱۹۷۰  | ۱۴ اکتبر ۱۹۸۰   | ۹ سال، ۳۳۶ روز  | کیم ایل سونگ |
| ششمین کنگره   | کمیته مرکزی ششم   | ۱۴ اکتبر ۱۹۸۰   | ۹ مه ۲۰۱۶       | ۳۵ سال، ۲۰۸ روز | کیم ایل سونگ |
| ششمین کنگره   | کمیته مرکزی ششم   | ۱۴ اکتبر ۱۹۸۰   | ۹ مه ۲۰۱۶       | ۳۵ سال، ۲۰۸ روز | کیم جونگ ایل |
| ششمین کنگره   | کمیته مرکزی ششم   | ۱۴ اکتبر ۱۹۸۰   | ۹ مه ۲۰۱۶       | ۳۵ سال، ۲۰۸ روز | کیم جونگ اون |
| هفتمین کنگره  | کمیته مرکزی هفتم  | ۹ مه ۲۰۱۶       | ۱۰ ژانویه ۲۰۲۱  | ۴ سال، ۲۴۶ روز  | کیم جونگ اون |
| هشتمین کنگره  | کمیته مرکزی هشتم  | ۱۰ ژانویه ۲۰۲۱  | فعلی            | ۴ سال، ۶۲ روز   | کیم جونگ اون |
| منابع:        |                   |                 |                 |                 |              |

## یادداشت
1. ↑  These numbers are not official.